# Fylkesväg 220
Fylkesväg 220 (norska: Fylkesvei 220) är en primär fylkesväg som går mellan Rakkestad och gränsen till Sverige. På den svenska sidan fortsätter vägen som länsväg 165. Den är en del av blågröna vägen. Delar av vägen ingick tidigare i Riksväg 22.